# Osterhever

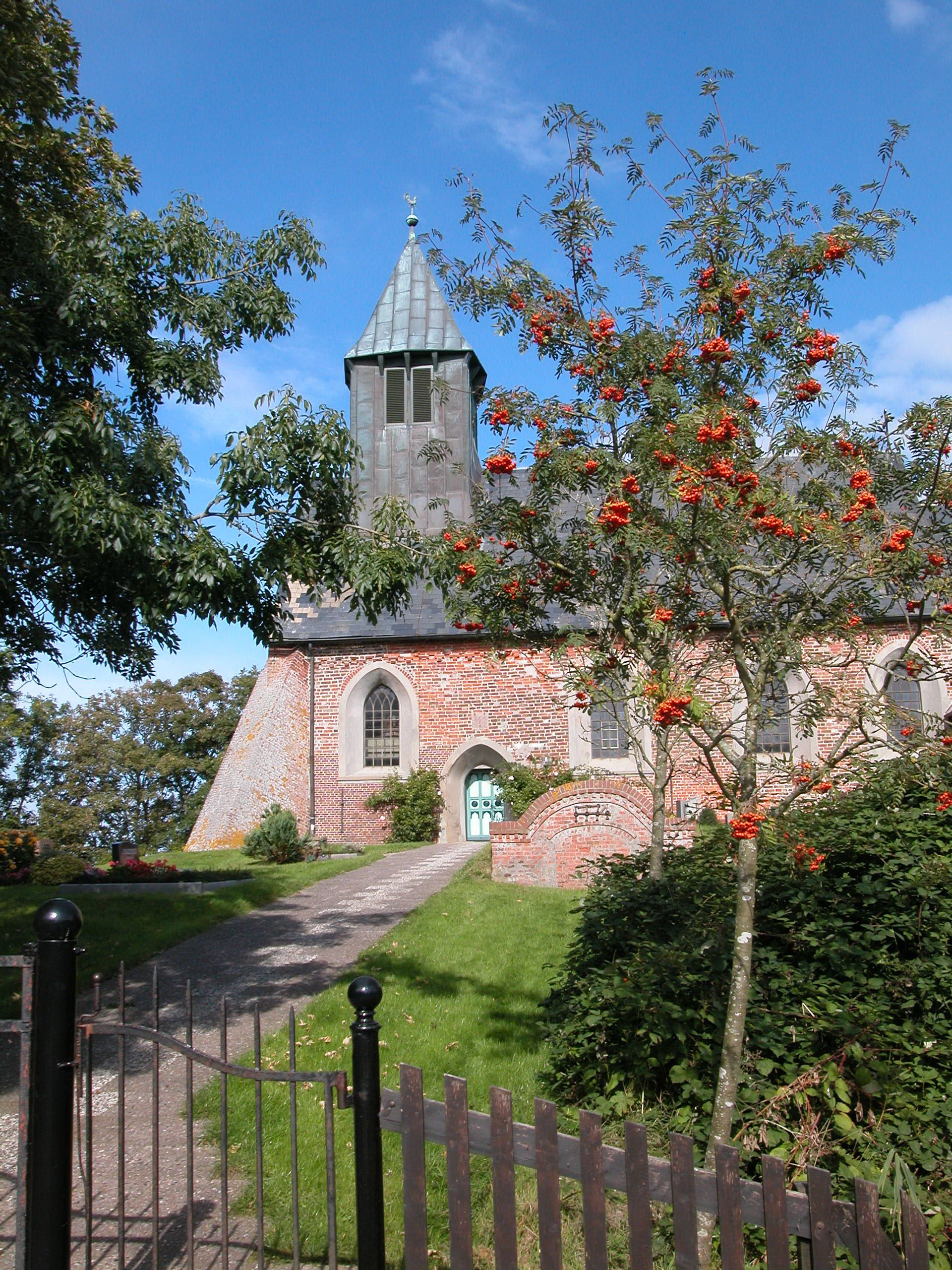
Osterhever, St. -Martin-Kirche

Osterhever (dänisch: Østerhever) ist eine Gemeinde im Kreis Nordfriesland in Schleswig-Holstein.

## Geografie

### Geografische Lage
Das Gebiet der Gemeinde Osterhever erstreckt sich am nördlichen Küstenabschnitt der Halbinsel Eiderstedt am nördlich davon gelegenen Wattenmeerstrom der Hever im Meeresbereich vom nordfriesischen Wattenmeer. Die Halbinsel bildet landschaftlich die naturräumliche Haupteinheit Eiderstedter Marsch (Nr. 683).

### Ortschaften
Die Gemeinde Osterhever umfasst siedlungsgeografisch mehrere sogenannte Wohnplätze. Hauptsiedlung ist das namengebende Kirchdorf. Daneben befinden sich auch die Häusergruppen Böhlingshörn, Köpsiel, Mühlendeich, Norderdeich, Pilkenkreuz, Schockenbüll, Seegaard und Slatterack im Gemeindegebiet. Hofsiedlungen sind Großerhof, Hülk, Kloster, Löwenhof, Mittelhof, Osterhof, Schafhaus, Volkertshof,  Westerhof und Westhof.

### Nachbargemeinden
Direkt angrenzende Gemeindegebiete von Osterhever sind:
|             |                                             |           |
| Westerhever | Kompassrose, die auf Nachbargemeinden zeigt | Tetenbüll |
|             | Poppenbüll                                  |           |

## Geschichte
Archäologische Bohrungen auf der Warft Osterhever zeigen, dass diese im Mittelalter aus Klei aufgewarftet worden ist, also durch Auffahren von dem Meeresboden entnommenem Material als sturmflutsichere Erhebung entstand. Der Osterhever Koog wurde im 12. Jahrhundert eingedeicht. Im späten Mittelalter verlor das Kirchspiel infolge von Sturmfluten Land im Norden und Westen zum Fallstief genannten Teil der Nordsee hin. Der südlich anschließenden Mühlendeich des Mimhusenkooges wurde 1991 durch Dirk Meier untersucht. Die Ausgrabungen ergaben einen niedrigen Kerndeich des 12./13. Jahrhunderts, der mehrfach erhöht wurde. Alle Deichbauten waren in den instabilen Untergrund gesackt.
In der Chronicon Eiderostadense vulgare, der Gemeinen Eiderstedter Chronik, die die Zeit 1103 bis 1547 umfasst, dürfte Osterhever das erste Mal urkundlich erwähnt worden sein: 1113 schlugen die Boyensmänner ihren Kirchenherrn Harmen Lütke (in Garding) tot. Ihnen wurde deswegen ihr Patronatsrecht ( Vorschlagsrecht für die Pfarrstellbesetzung) genommen. Danach wurden folgende Kapellen (…) erbaut: (…) Osterhever (…).
Am 1. Januar 2002 gab die Gemeinde Augustenkoog ihre Selbstständigkeit auf und trat der Gemeinde Osterhever bei.

## Politik

### Gemeindevertretung
Bei der Kommunalwahl am 14. Mai 2023 wurden insgesamt neun Sitze vergeben. Von diesen erhielt die Wählervereinigung Osterhever fünf Sitze, die Wählergemeinschaft Osterhever drei Sitze und die CDU einen Sitz.

### Bürgermeister
Für die Wahlperiode 2023–2028 wurde wiederholt Peter Theodor Hansen (WVO) zum Bürgermeister gewählt.

## Wirtschaft und Infrastruktur
Die Wirtschaft in der Gemeinde ist von der Urproduktion der Landwirtschaft geprägt. Einigen dient auch der Fremdenverkehr als Erwerbsmöglichkeit.
Die ländliche Gemeinde wird für den motorisierten Individualverkehr von drei schleswig-holsteinischen Landesstraßen erschlossen. Die Landesstraße 34 zweigt in Garding von der Bundesstraße 202 ab und führt zu der den Norderheverkoog in Ost-West-Richtung erschließenden Landesstraße 310. Weiter südlich zweigt von der L 34 die Landesstraße 32 in Richtung der Dorflage ab. Sie führt anschließend weiter in Richtung Oldenswort.

## Kultur und Sehenswürdigkeiten

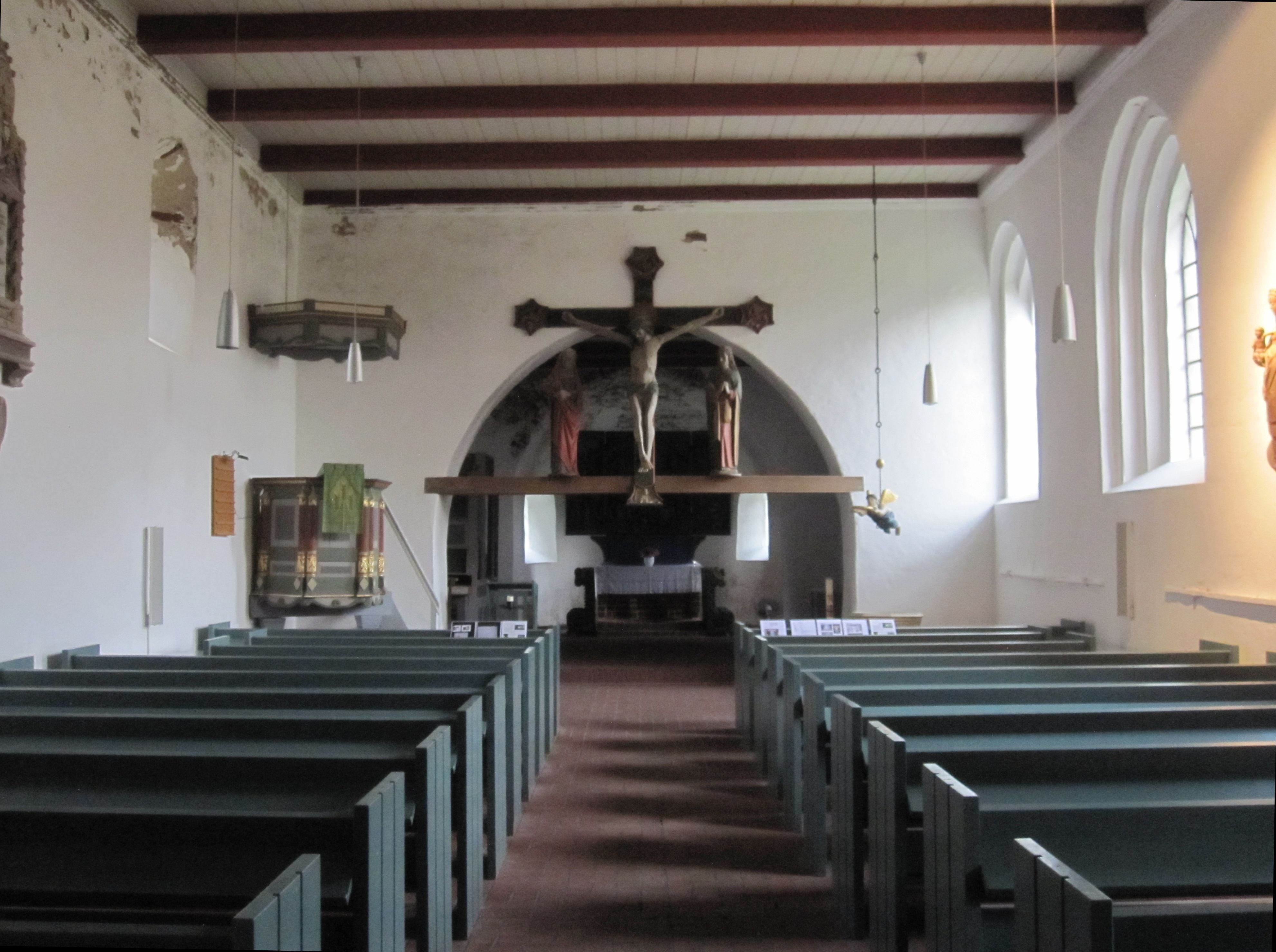
Inneres mit spätgotischem Triumphkreuz

Die romanische St.-Martin-Kirche stammt aus der ersten Hälfte des 13. Jahrhunderts.

## Söhne und Töchter der Gemeinde
- Hans-Alwin Ketels (1913–2017), Landwirt und Politiker (CDU)